# 신구정
신구정(일본어: 新宮町)은 일본 후쿠오카현 후쿠오카·무나카타 지방에 있는 가스야군의 정이다.
후쿠오카 도시권의 일부이며 후쿠오카시로의 통근자가 대부분으로 인구의 43.9%를 차지한다. 이것은 신구정에 사는 사람이 신구정 내에서 일하는 사람의 비율인 40.2%보다 높고 가스야군 내에서도 후쿠오카시에 의존하고 있는 면이 강하다.

## 개요
후쿠오카시와 인접하지만 인구 증가는 1990년대까지 완만하여 오랫동안 1만 명대였고 2000년대도 약간 늘었을 뿐이었다. 2010년대에 들어 신구추오역 주변, 구 NTT 사택(모리노미야) 등에서 택지 개발이 진행되면서 2015년 5월에 3만 명을 돌파했다. 2015년 인구 조사로는 인구 증가율이 22.9%를 기록하여 일본 지자체 중 1위를 기록했다.(다만 도쿄 특별구인 지요다구에서는 23.9%를 기록)

## 지리
후쿠오카현 북서부에 위치하고 후쿠오카시 동부와 인접한다. 북서부는 겐카이나다와 접하고 해안은 겐카이 국립공원으로 지정되어 있다. 겐카이나다 앞바다에는 아이노시마섬이 위치하고 있다. 또한 남동부에는 다치바나산이 있어 풍광이 맑고 아름다운 지역이다.

### 인접한 자치체
- 후쿠오카시(히가시구)
- 고가시
- 가스야군 히사야마정

## 역사
고대에는 무나카타군에 속했고 나라·헤이안 시대 무렵에 가스야군에 속하게 되었다. 센고쿠 시대에는 다치바나씨의 영토였다.
- 1889년 4월 1일 - 정촌제 시행으로 신구촌이 탄생하였다.
- 1954년 11월 1일 - 신구촌이 정으로 승격해 신구정이 되었다.
- 1955년 4월 1일 - 다치바나촌과 신구정이 대등 합병해 새로운 신구정이 성립하였다.

## 교통

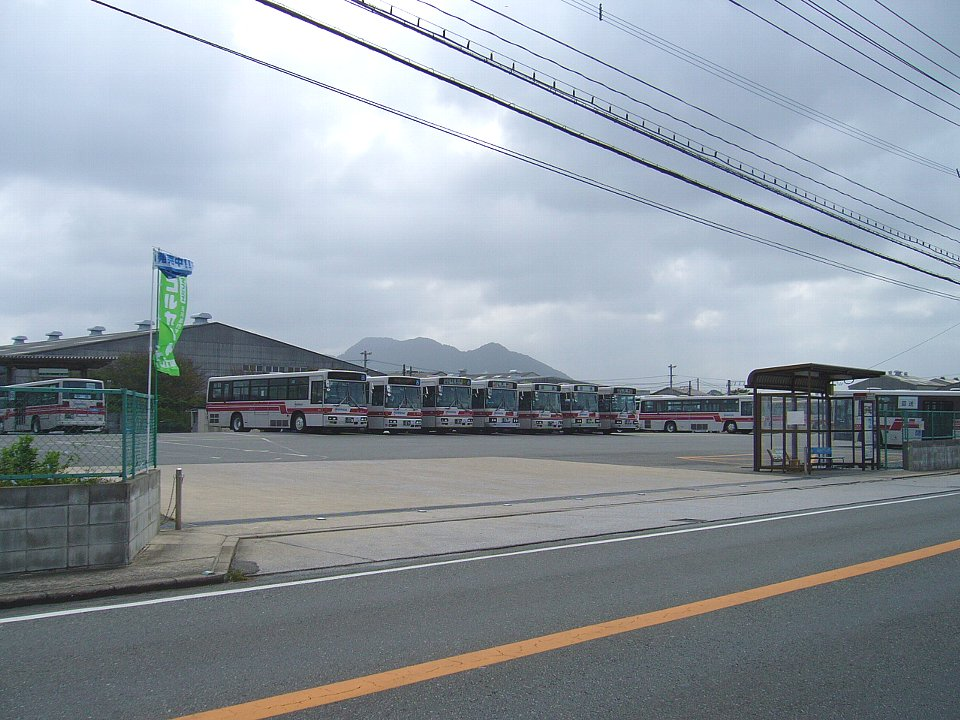
니시테쓰 버스 신구 자동차영업소 전경

가장 가까운 공항은 후쿠오카 공항이다.

### 철도
- 서일본 철도 가이즈카선
  - 니시테쓰신구역: 이 노선의 종점.
- 규슈 여객철도 가고시마 본선
  - 신구추오역

### 도로
- 규슈 자동차도(통과)
- 국도 3호선
- 국도 495호선

### 버스
- 니시테쓰 버스
- 신구정 커뮤니티 버스

### 선박
신구정영 도선 (아이노시마 도선)